# Фрайбергский собор
Фрайбергский собор Девы Марии (нем. Freiberger Dom St. Marien) — евангелически-лютеранская церковь на Нижнем рынке в немецком городе Фрайберг в федеральной земле Саксония.
С 1541 года и вплоть до Августа Сильного, принявшего католицизм, собор служил фамильной усыпальницей саксонских монархов из династии Веттинов.

## История

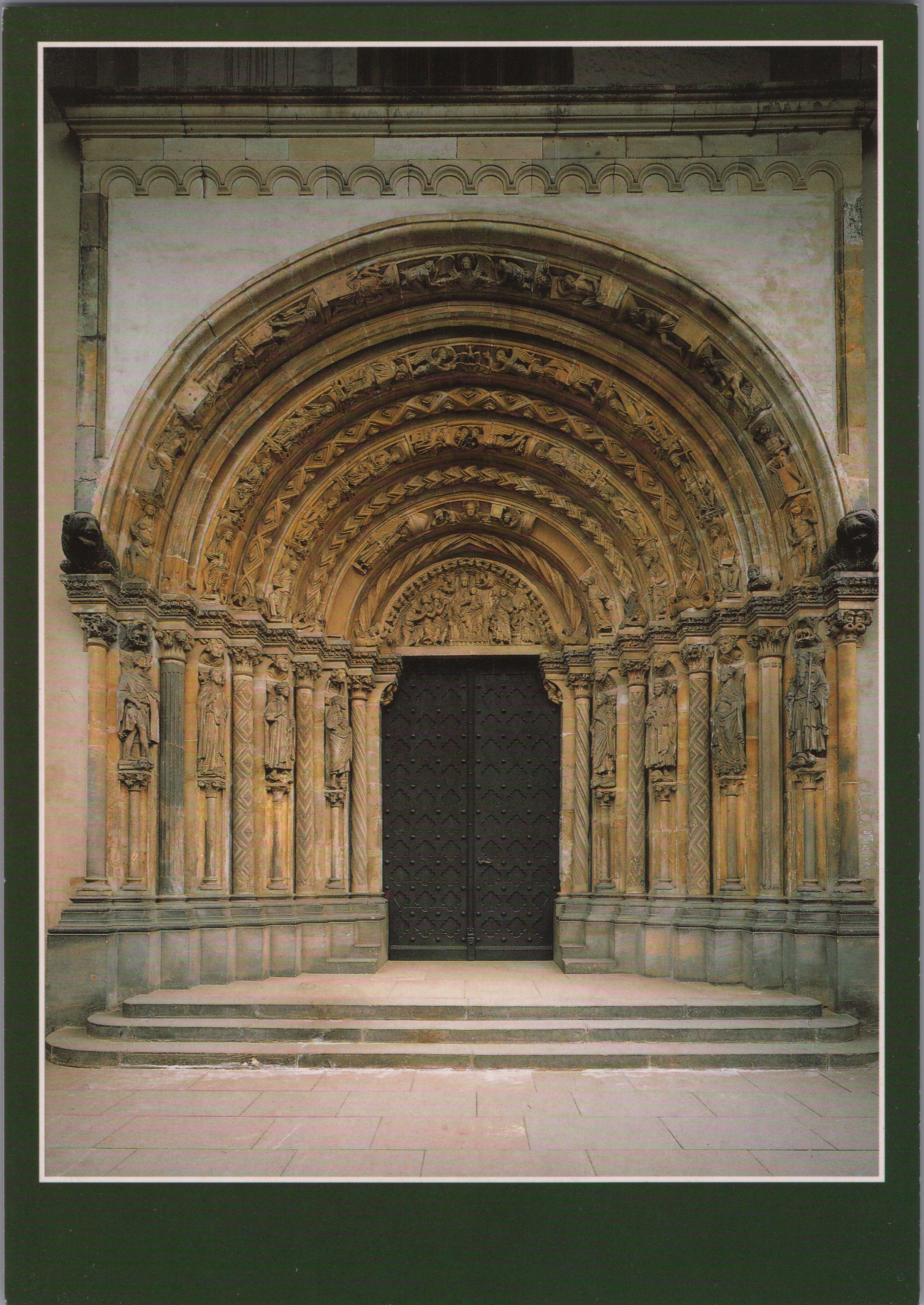
Портал «Золотые ворота», ок. 1230 г.

Базилика в романском стиле во имя Девы Марии в только что основанном Фрайберге была выстроена около 1180 года, и служила изначально в качестве приходской церкви.
В первой половине XIII века она получила два из своих наиболее значительных произведений искусства, и сегодня определяющих облик сооружения: позднероманские триумфальное распятие (нем. Triumphkreuz, около 1225 года) и портал «Золотые ворота» (нем. Goldene Pforte, около 1230 года), являющийся одним из знаковых произведений немецкого средневекового искусства. Его гипсовый слепок в натуральную величину выставлен в итальянском дворике ГМИИ имени А. С. Пушкина.
В 1480 году от папы Сикста VI церковь получила статус коллегиальной. Однако капитул был распущен уже 57 лет спустя в ходе Реформации.
Церковь серьёзно пострадала в городском пожаре 1484 года. Хотя её большая часть оказалась разрушена, Золотой портал и распятие, а также хор уцелели. Здание было восстановлено и получило форму трёхнефного позднеготического зального храма.
В настоящее время церковь используется в качестве приходской церкви, и ежедневно открыта для посещения.

## Галерея

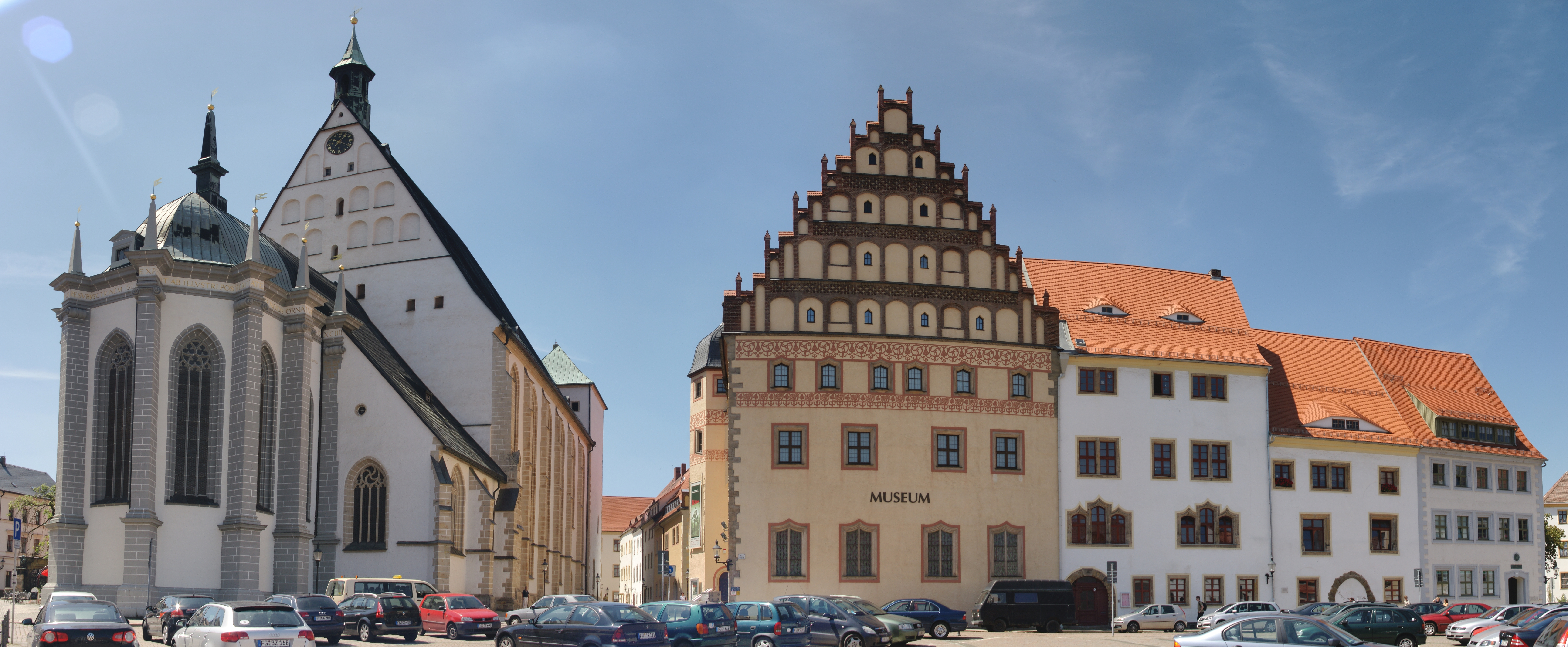
Собор в ансамбле зданий Нижнего рынка (Untermarkt)
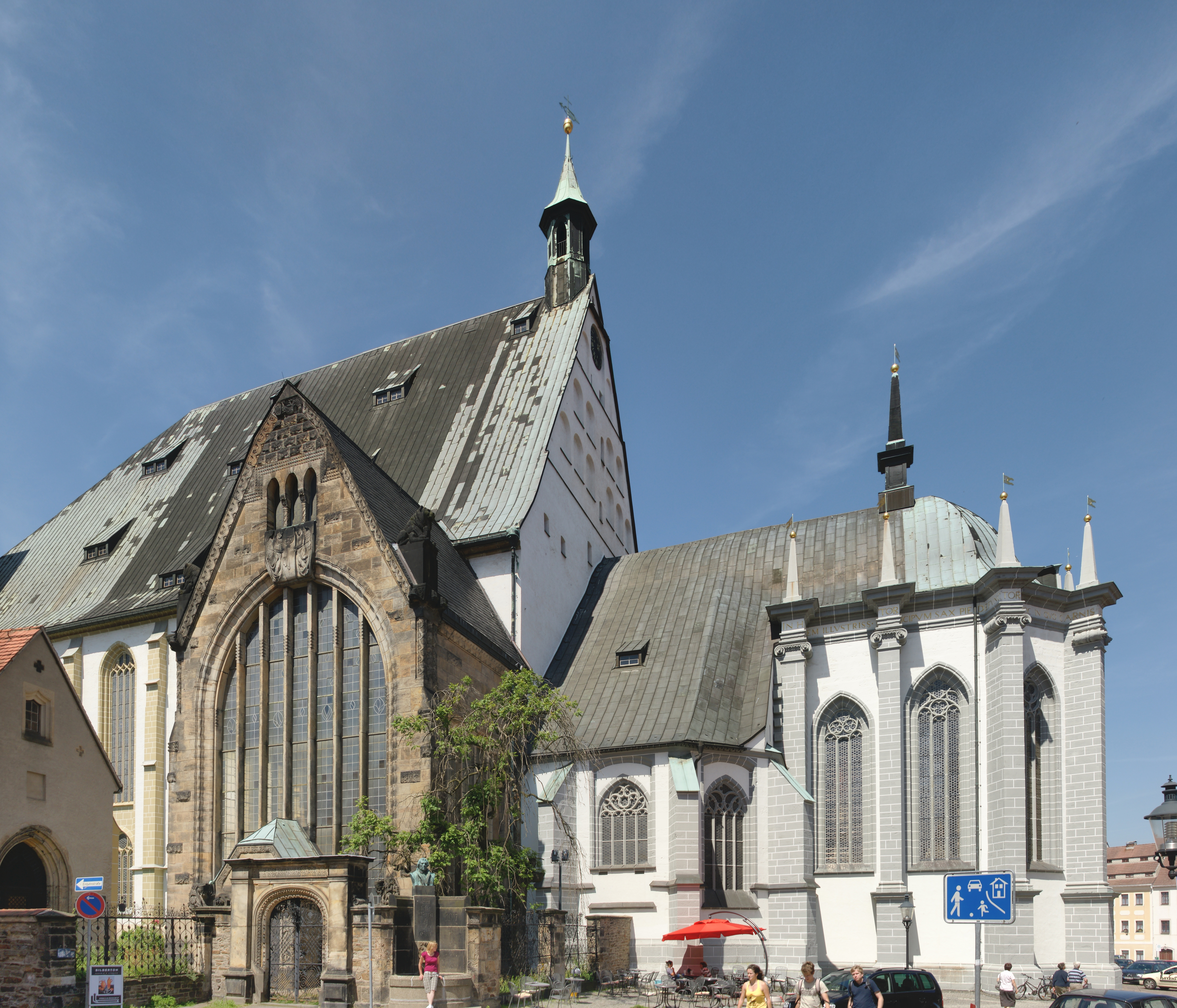
Вид с южной стороны
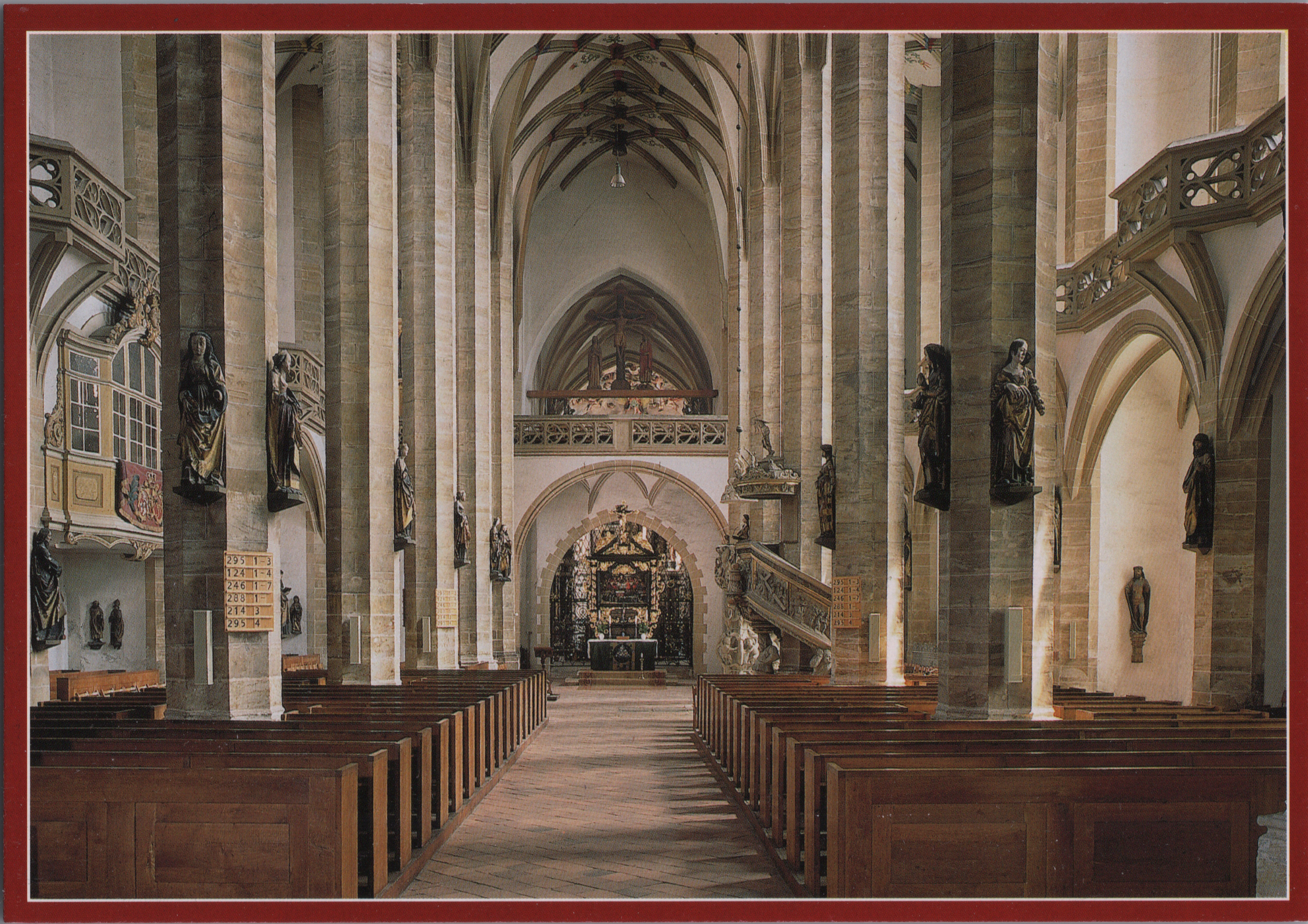
Общий вид внутреннего убранства
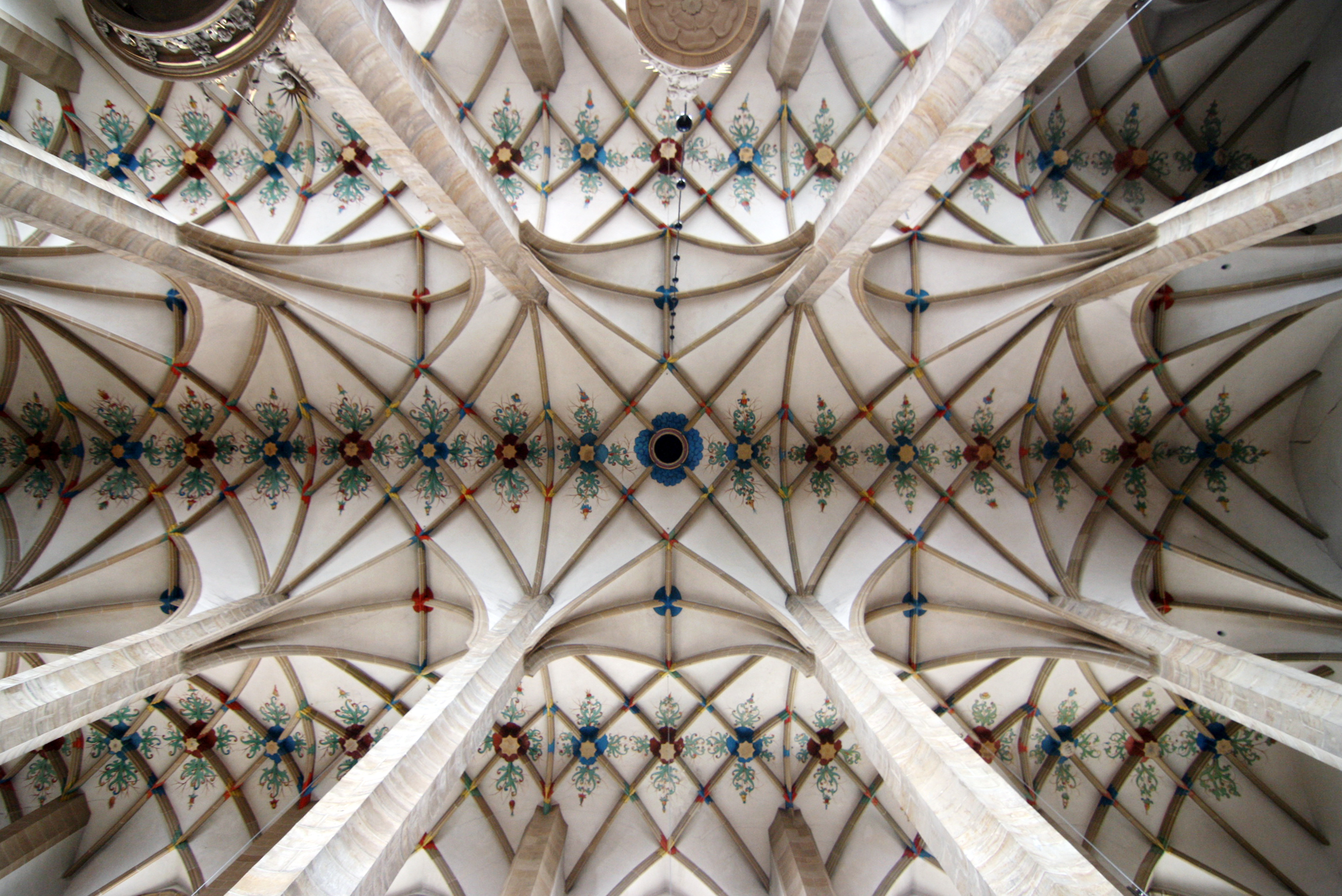
Нервюрный свод собора
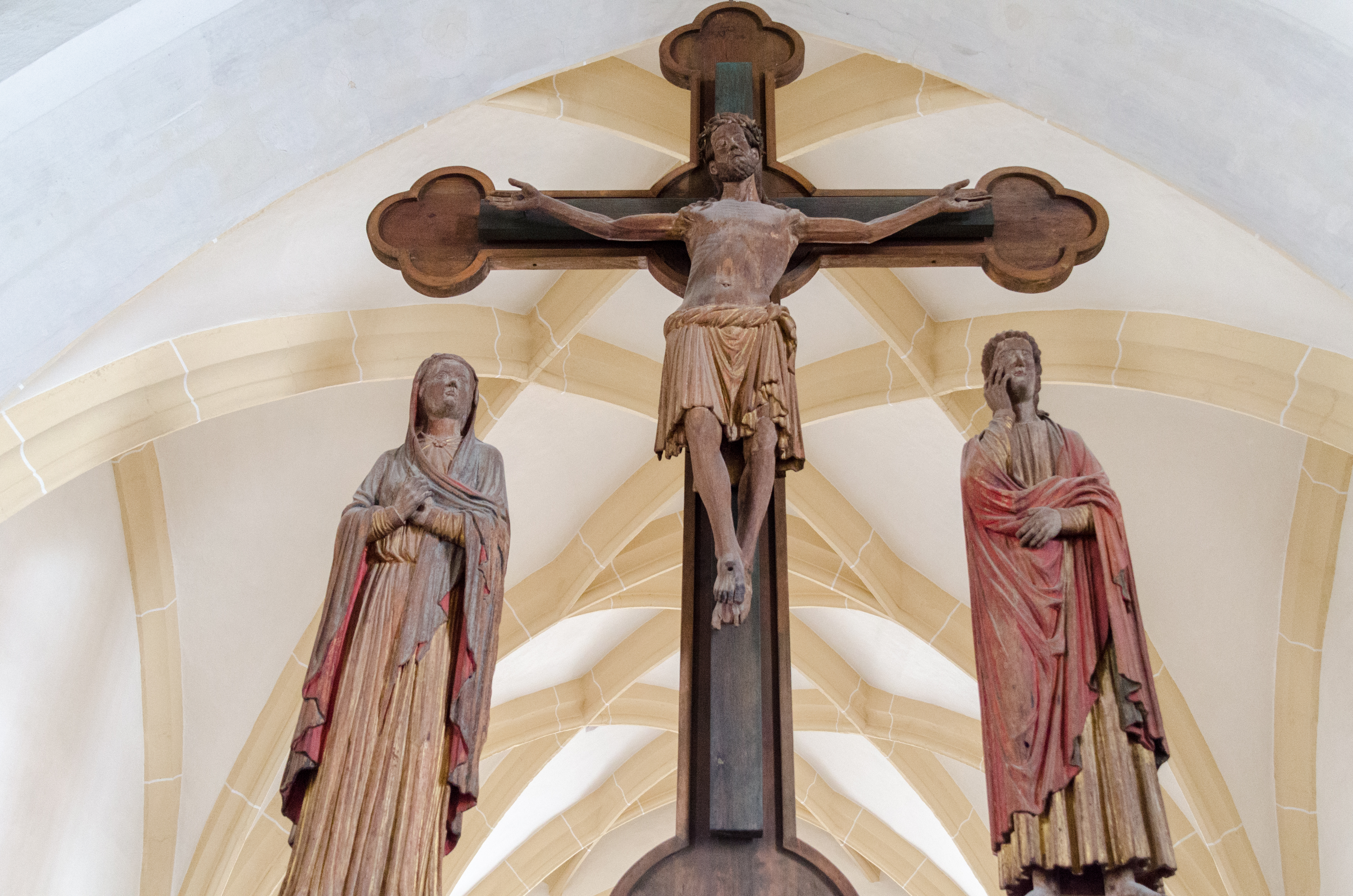
Триумфальное распятие, ок 1225 г.
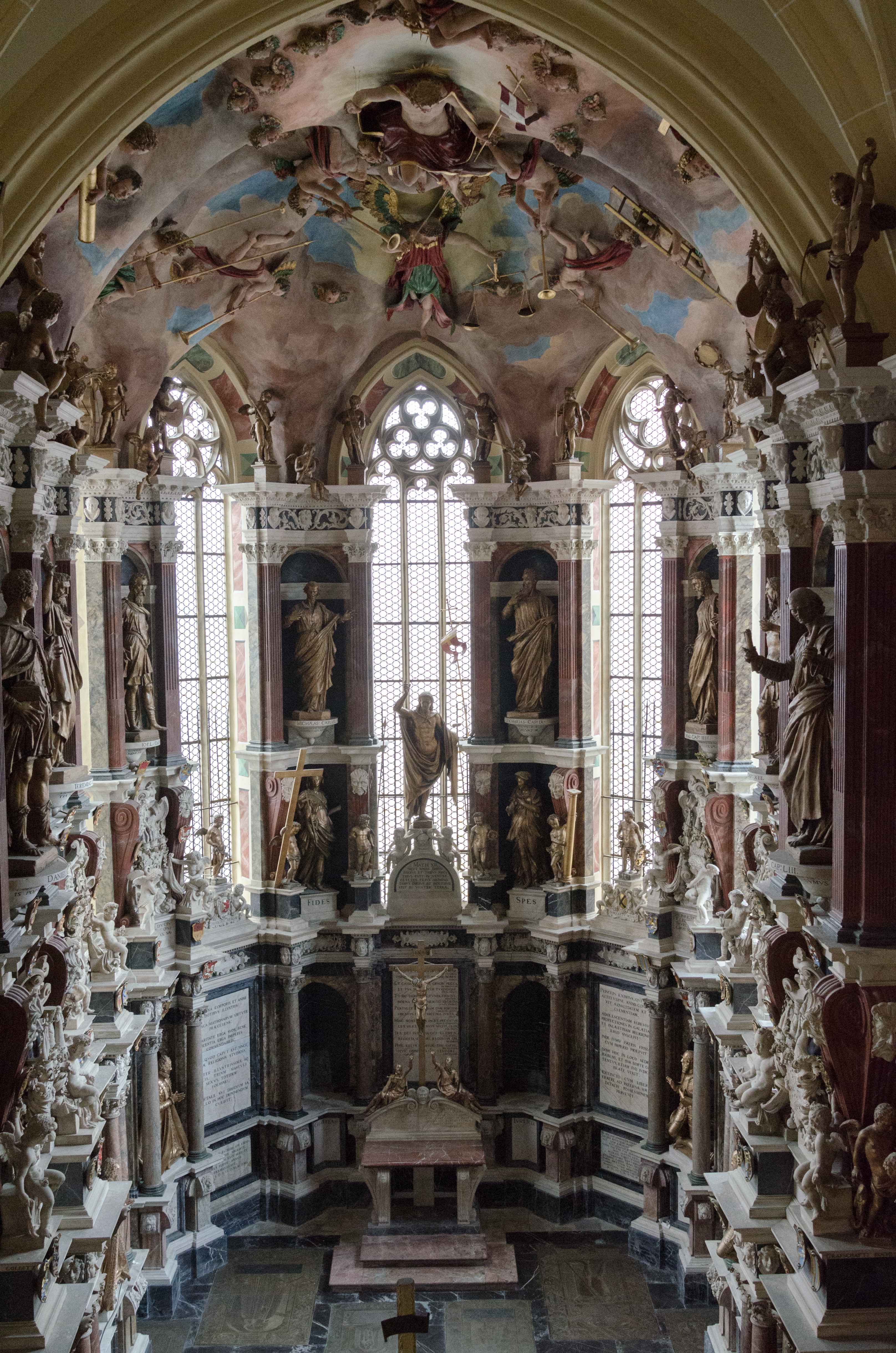
Усыпальница Веттинов
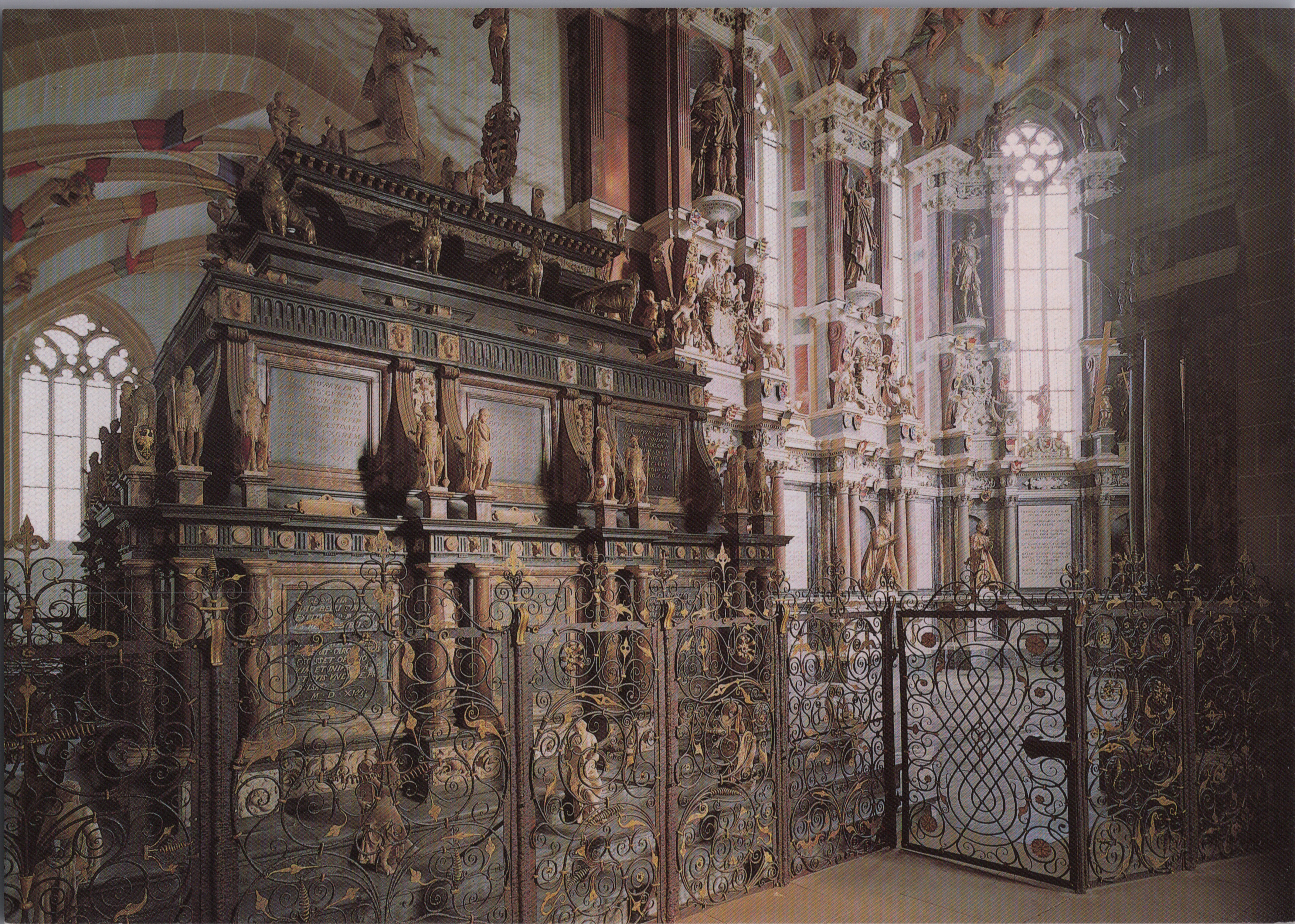
Надгробие курфюрста Саксонии Морица